# Buddismo Mahāyāna

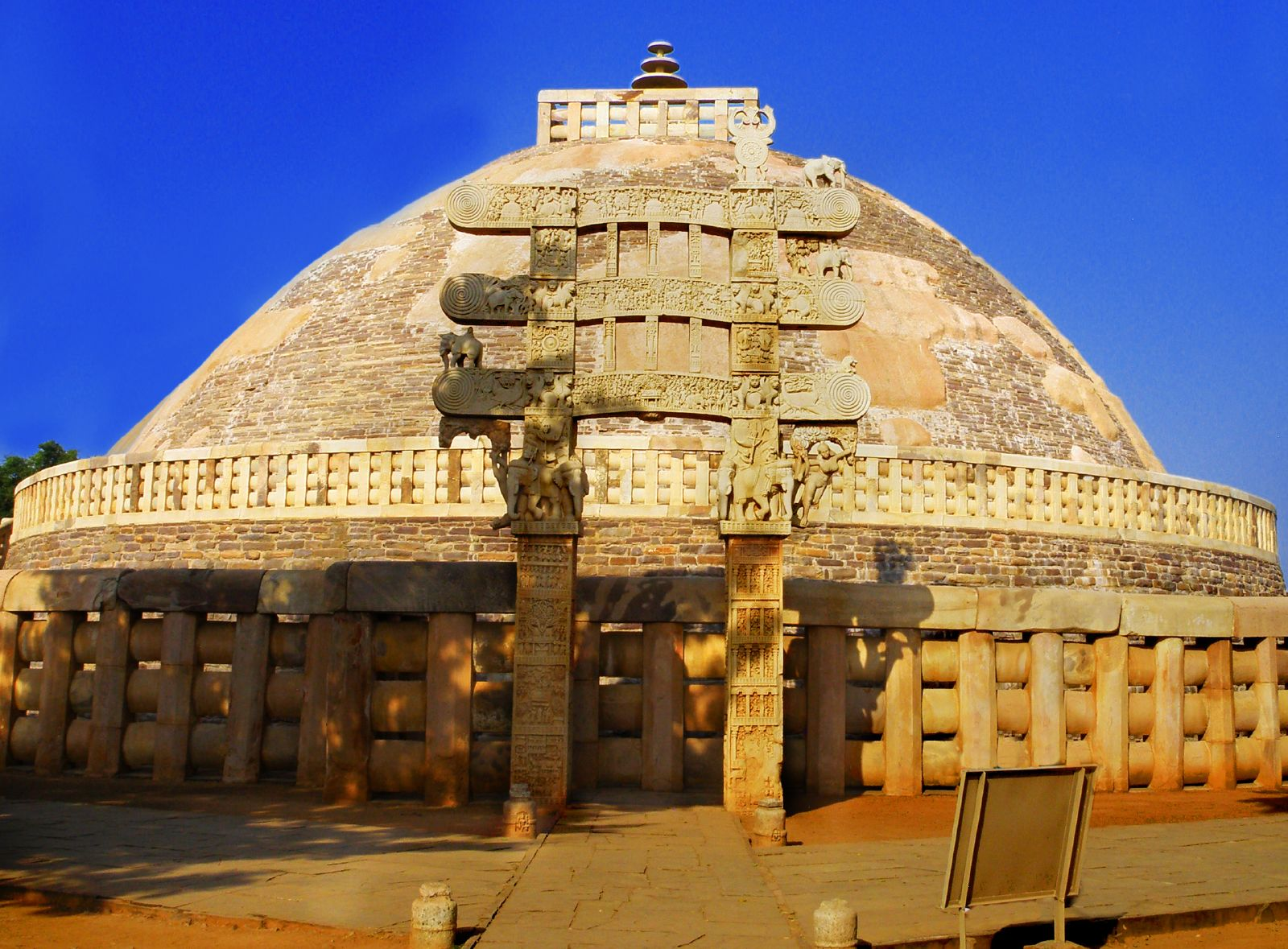
Il grande stūpa di Sanchi (Madhya Pradesh, India). Questo imponente stūpa fu fatto erigere dall'imperatore buddista Aśoka Moriya il Grande nel III secolo a.C.

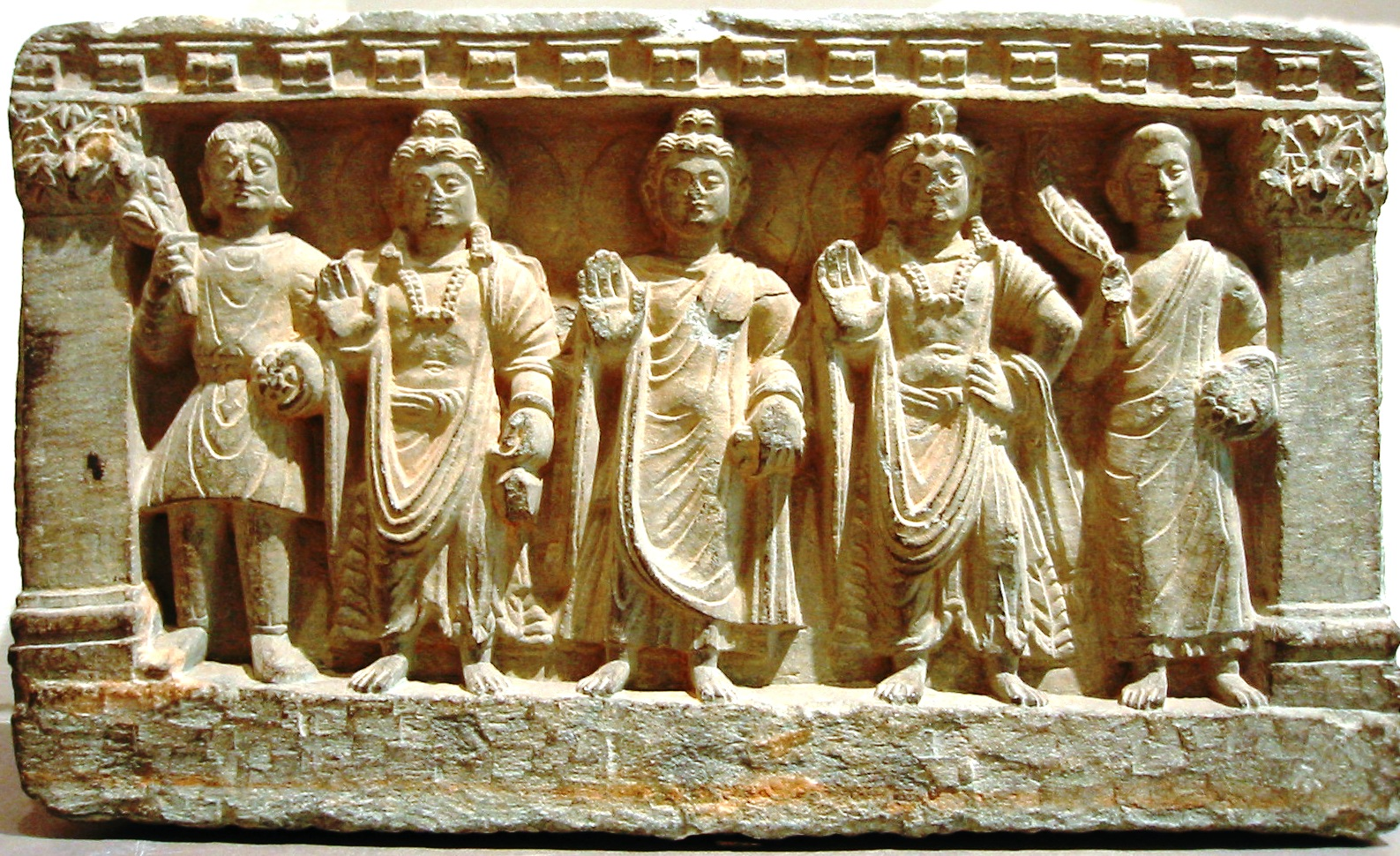
Bassorilievo buddista mahāyāna rinvenuto nella regione del Gandhāra e risalente al II-III secolo d.C., conservato al Museo Guimet di Parigi. Da sinistra verso destra: un devoto laico (upāsaka), il bodhisattva Maitreya, il Buddha Śākyamuni, il bodhisattva Avalokiteśvara, un monaco buddista (bhikṣu). Le tre figure centrali mostrano con la mano destra il "gesto di incoraggiamento" (abhayamudrā), con il palmo della mano aperto invitano il fedele ad avvicinarsi senza avere paura.

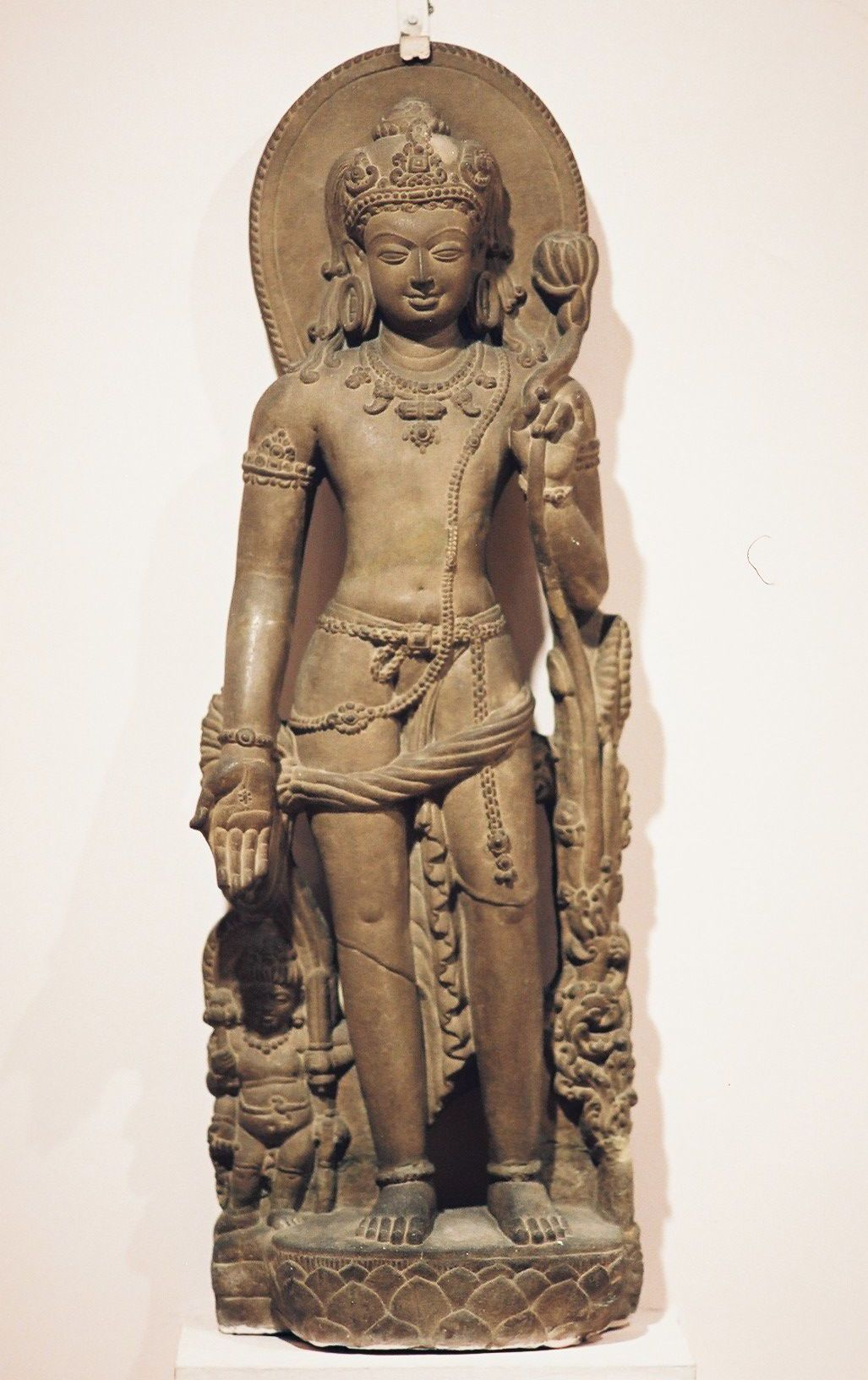
il bodhisattva Avalokiteśvara come Khasarpaṇa Lokeśvara (Nālandā, India, IX secolo). Khasarpaṇa Lokeśvara ovvero "Signore del mondo che viene dal cielo". La mano destra è nel "gesto di garanzia" per esaudire i desideri (varadamudrā), la mano sinistra regge invece un fiore di loto (padma) simbolo della purezza.

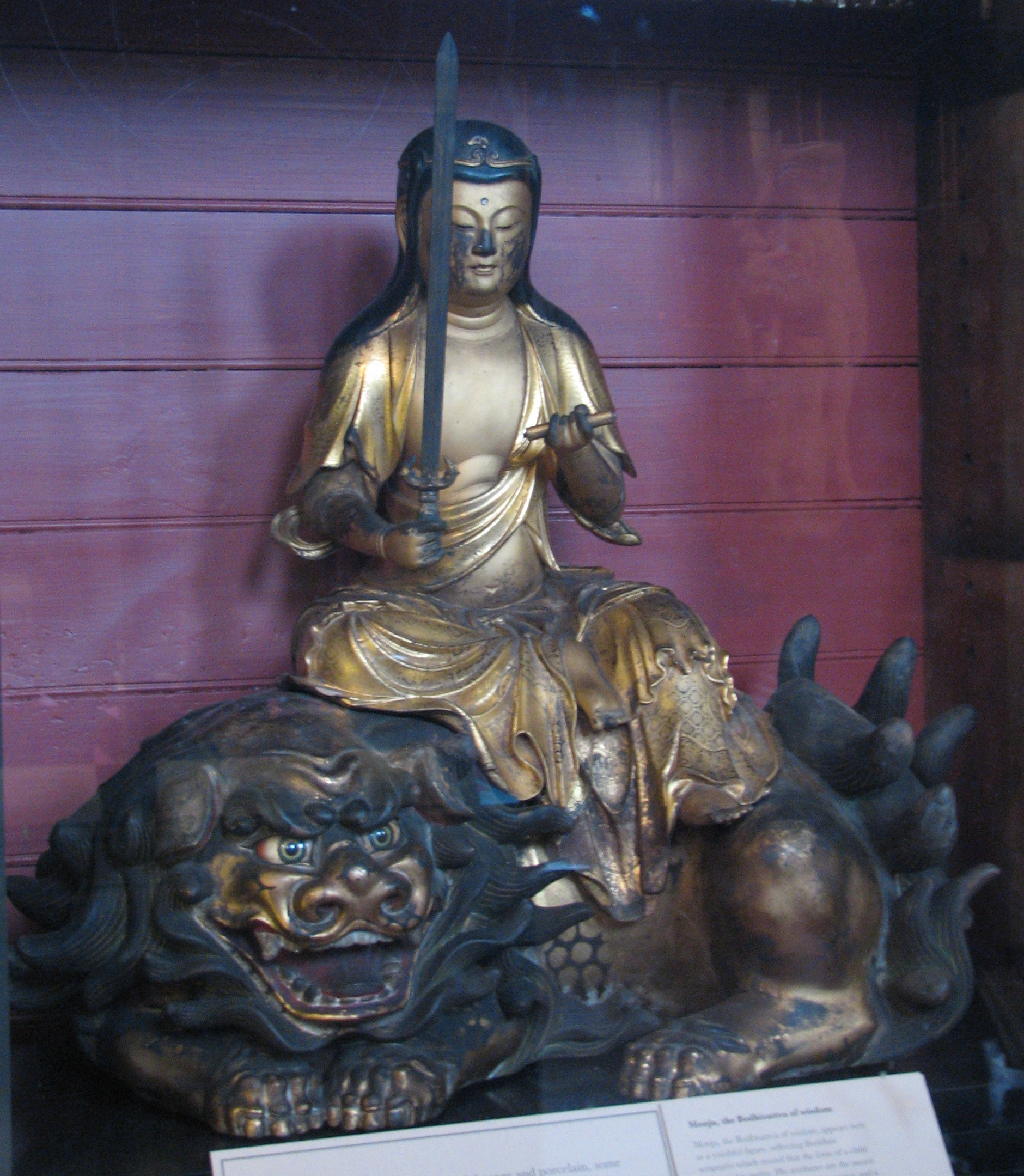
Il bodhisattva mahāsattva Mañjuśrī in una rappresentazione giapponese del XVI secolo conservata al British Museum. Mañjuśrī (giapp. 文殊 Monju) viene qui rappresentato come Siṃhāsana Mañjuśrī (Mañjuśrī a dorso di un leone ruggente). Tale raffigurazione ricorda la leggenda asiatica di un leone che aveva fatto resuscitare con un ruggito i propri cuccioli nati morti. La rappresentazione del "leone ruggente" richiama in Asia la capacità di provocare la rinascita spirituale. Mañjuśrī impugna con la mano destra la "spada" (khaḍga) ad indicare la distruzione dell'ignoranza (avidyā), mentre con la mano sinistra regge un rotolo dei Prajñāpāramitāsūtra con cui infonde la "sapienza" (prajñā).

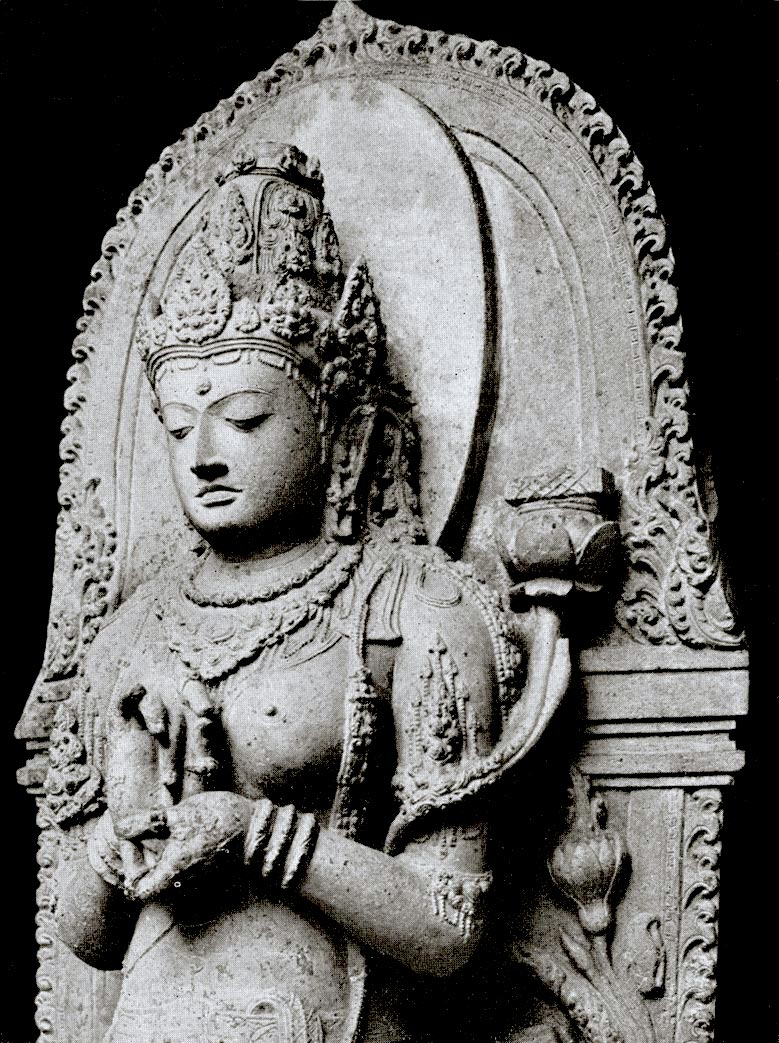
La bodhisattva mahāsattva Prajñāpāramitā (Giava). Le mani sono poste nell'attivazione della Ruota del Dharma (dharmacakrapravartanamudrā). Pollice e indice della mano destra si toccano a formare al Ruota del Dharma, mentre quelle della sinistra la mettono in movimento. In quanto bodhisattva mahāsattva indossa una corona a "cinque foglie" (o "punte") che la indicano come un'entità non soggetta alle leggi naturali.

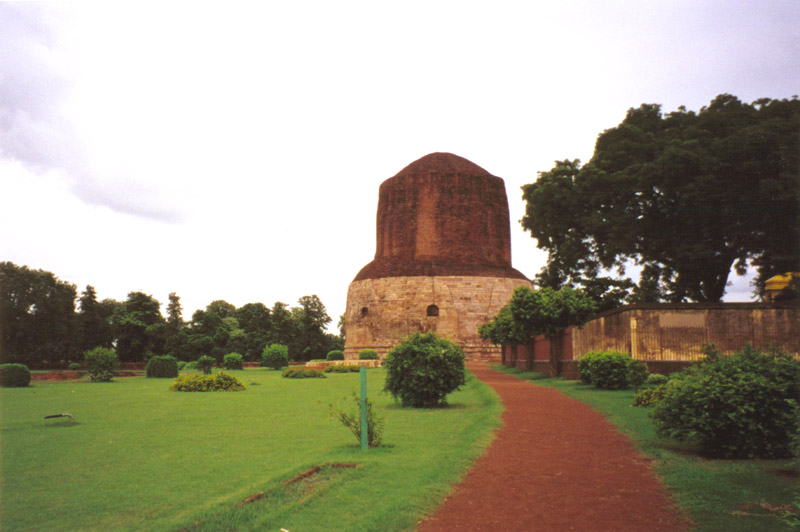
Il Dhamek stūpa di Ṛṣipatana (lett. "Assemblea dei saggi" conosciuta anche come Mṛgadāva "Bosco delle gazzelle", oggi Sārnāth in India).

Con il termine sanscrito composto Mahāyāna (devanāgarī: महायान, cinese: 大乘S, dàchéngP, giapponese: daijō, tibetano: ཐེག་པ་ཆེན་པོ (Theg-pa Chen-po), vietnamita: Đại Thừa; coreano: 대승, taesŭng o dae-seung; "Grande veicolo") si intende un insieme di insegnamenti e di scuole buddiste che rifacendosi, tra gli altri, ai Prajñāpāramitā sūtra e al Sutra del Loto, proclamano la superiorità spirituale della via del bodhisattva rispetto a quella dell'arhat, quest'ultima proclamata nel buddismo dei Nikāya.
Il termine mahāyāna si compone dei termini sanscriti maha con il significato di "grande" e yāna con il significato di "veicolo", quindi "Grande veicolo" da intendersi come ciò che "conduce" gli esseri senzienti verso la liberazione spirituale.
Attualmente tutte le scuole buddiste esistenti sono di derivazione Mahāyāna, fatta salva la scuola Theravāda, la quale non ha mai accolto la canonicità degli insegnamenti riportati nei sūtra mahāyāna.

## Origine del termine
Il termine "Mahāyāna" (Grande Veicolo) è comunque piuttosto tardo, probabilmente successivo alla stesura dei Prajñāpāramitā sūtra e alle prime stesure del Sutra del Loto. Forse persino successivo alla nascita della scuola Madhyamaka fondata da Nāgārjuna nel II secolo d.C. Le sue origini non sono certe.
La prima menzione di questo termine sembrerebbe apparire in un'edizione del Sutra del Loto, ma il filologo Seishi Karashima ritiene che il termine mahāyāna lì utilizzato sia un'errata resa in sanscrito del termine gāndhārī mahājāna a sua volta resa del sanscrito mahājñāna ("grande conoscenza"). Quando il termine in lingua gāndhārī fu reso in sanscrito, per errore e forse perché condizionati dalla dottrina degli yāna (veicoli) riportata nella "parabola della casa in fiamme" inserita nel III capitolo del Sutra del Loto, fu reso come mahāyāna.
Tuttavia l'origine di questo termine resta controversa ed esso non compare nelle iscrizioni indiane prima del V-VI secolo d.C..
È probabile invece che gruppi di monaci buddisti che avevano accolto la canonicità degli insegnamenti dei Prajñāpāramitā sūtra e che convivevano nei monasteri insieme ad altri monaci che ne rifiutavano invece la canonicità, abbiano incominciato, dopo il II secolo d.C., a denominarsi come seguaci del Mahāyāna (Grande Veicolo) indicando gli altri come seguaci dello Śrāvakayāna (Veicolo degli ascoltatori della voce, ovvero di coloro che fondavano la propria dottrina sulla comprensione delle quattro nobili verità) e, successivamente, Hīnayāna (Veicolo inferiore).

## Il dibattito storiografico sulle origini del Mahāyāna
Gli storici del Buddismo hanno elaborato diverse ipotesi sulla nascita degli insegnamenti mahāyāna. Richard H. Robinson e Williard L. Johnsons ritengono che i loro primi testi di riferimento, segnatamente l'Aṣṭa-sāhasrikāprajñā-pāramitā (Sutra della perfezione della saggezza in ottomila stanze; risale al I secolo a.C.), siano frutto di una reazione di alcuni monaci esegeti che rifiutavano l'impostazione degli Abhidharma delle scuole del buddismo dei Nikāya prodotti nello stesso periodo. Questo rifiuto era motivato dal fatto che, a detta di questi primi monaci mahāyāna, gli Abhidharma tradivano l'insegnamento del Buddha dimenticandone gli aspetti essenziali.
Come rileva Paul Williams, i primi Prajñāpāramitā sūtra consistono essenzialmente in esortazioni agli altri monaci a non dimenticare alcune dottrine buddiste, come la vacuità, già evidenziate negli Āgama-Nikāya e ritenute, in questi sūtra, a fondamento dello stesso Dharma buddista.
È opinione di Paul Williams, che in questo richiama anche Heinz Bechert che nonostante le differenze dottrinali con gli esponenti buddisti non-Mahāyāna la nascita del Mahāyāna non sia comunque in alcun modo attribuibile ad uno "scisma" (saṅghabeda) all'interno delle scuole buddiste indiane: "uno scisma non ha niente a che vedere con divergenze dottrinali, ma è il risultato di divergenze riguardanti la disciplina monastica".
Quindi per questi autori:
(Paul Williams. Op. cit. pag. 97)
A controprova di queste tesi Williams ricorda anche l'evidenza che non esiste un codice disciplinare (vinaya) Mahāyāna oltre al fatto che i pellegrini buddisti cinesi recatisi in India raccontassero nelle loro cronache di viaggio giunte fino a noi di come monaci mahāyāna condividessero con monaci non-mahāyāna, e in tutta tranquillità, gli stessi monasteri.
Condividendo gli stessi monasteri, lo stesso codice monastico e lo stesso comportamento monastico i monaci mahāyāna si differenziavano dai monaci non-mahāyāna unicamente per una diversa visione del fine ultimo del Buddismo.
Sempre Williams in tal senso richiama l'opera di Atiśa, un dotto missionario indiano in Tibet dell'XI secolo, il Bodhipathapradīpa. In questa opera Atiśa suddivide i praticanti buddisti in tre classi in base alle loro motivazioni religiose: nella prima sono collocati coloro che cercano di acquisire meriti per migliorare le loro esistenze presenti o future; nella seconda coloro che cercano di uscire dalla prigione del Saṃsāra guadagnando il Nirvāṇa conseguendo lo stato di arhat; nella terza si collocherebbero invece solo coloro che hanno come obiettivo religioso la liberazione della sofferenza per tutti gli esseri senzienti e che quindi mirano ad un Nirvāṇa superiore rispetto a quello degli arhat considerato 'inferiore' come la loro via spirituale (hīnayāna). Il Nirvāṇa di questi, detti i bodhisattva, è indicato come "non dimorante" (apratiṣṭhitanirvāṇa) ovvero oltre la dualità tra Saṃsāra e Nirvāṇa e che non abbandona gli altri esseri senzienti nella sofferenza.
(Paul Williams. Op. cit. pag. 99)
In questo senso
(Paul Williams. Op. cit. pag. 101)
Atteso che inizialmente il Mahāyāna sembra condividere gli stessi luoghi di pratica del Buddismo non-Mahāyāna occorre chiarire quando queste due correnti buddiste si separarono. Dopo un'accurata analisi dei reperti archeologici disponibilie Gregory Schopen conclude:
(Gregory Schopen. Op. cit. pag. 15)
Quindi, fatto salvo un'iscrizione epigrafica scoperta nel 1977 che fa riferimento al Buddha mahāyāna Amithāba nonché di un'iscrizione che menziona l'esistenza di "tre veicoli" (yāna) rinvenuta a Charsadda e risalente al 55 d.C., non ci sono prove di un'"istituzione" mahāyāna separata dalla restante comunità prima del IV secolo, nonostante sia evidente per gli studiosi che la letteratura scritta che va sotto l'alveo dottrinale mahāyāna fosse già presente in India da diversi secoli. Paul Williams ritiene improbabile una presenza della letteratura Mahāyāna prima della stesura per iscritto della letteratura buddista riguardante gli Āgama-Nikāya ovvero prima del I secolo a.C., contro questa ipotesi si pone Tilmann Vetter per il quale vi sarebbero prove evidenti di una trasmissione orale del più antico materiale Mahāyāna.
Se quindi c'è generale consenso tra gli studiosi nel ritenere che le prime opere scritte contenenti dottrine mahāyāniste compaiano nei secoli a cavallo della nostra Era e che, fatto salvo casi sporadici, non siano presenti rilevanze archeologiche che testimonino una presenza istituzionalizzata del Mahāyāna se non a partire dal IV secolo, resta da comprendere l'origine del movimento mahāyānista che si diffuse lentamente nei monasteri buddisti.
Akira Hirakawa ritiene che tale movimento sia di origine prevalentemente laicale e legato al culto degli stūpa. Schopen è di tutt'altro avviso notando che le iscrizioni archeologiche sono quasi tutte monastiche, concludendo che:
(Gregory Schopen. Two problems in the history of Indian Buddhism: the layman/monk distinction and the doctrines of the transference of merit. In Studien zur Indologie und Iranistik. 1985, X, pag. 26)
Anche Paul Harrison e Sasaki Shizuka ritengono che il movimento mahāyānista sia di stretta origine monastica.
Paul Williams ricorda come i recenti lavori di Paul Harrison sui frammenti della letteratura mahāyāna nonché i suoi antichi sūtra conservati nel Canone cinese, e solo recentemente studiati, nonché le conclusioni degli studi archeologici effettuati da Gregory Schopen, possano far concludere che il nucleo centrale del Mahāyāna sia certamente monastico e che il punto centrale del Mahāyāna primitivo corrisponda all'aspirazione della perfetta buddhità ovvero al voto del bodhisattva da contrapporre a coloro che seguivano un sentiero 'inferiore' mirando alla liberazione della sola propria sofferenza invece di mirare a quella di tutti gli esseri senzienti.
Questi monaci mahāyāna corrisponderebbero ad asceti della foresta tesi a tornare allo spirito buddista primitivo:
(Paul Harrison.Searching for the origins of the Mahāyāna: what are we looking for? In Eastern Buddhist. 1995, XXVIII, 1, 65)
Il fatto che i primi mahāyānisti fossero dei monaci asceti delle foreste spiegherebbe, secondo Harrison, la scarsità di testimonianze archeologiche nei loro confronti.
La tesi di un Mahāyāna fondato da monaci conservatori e asceti delle foreste sarebbe dimostrata, secondo Gregory Schopen, anche dall'analisi di un sūtra mahāyāna molto antico, il Maitreyamahāsiṃhanāda (Ruggito del Leone di Maitreya), risalente al I secolo d.C. dove viene raccomandata l'ascesi monastica nelle foreste, la svalutazione della vita laicale e la denigrazione dell'adorazione degli stūpa.
Anche l'origine geografica del "movimento" mahāyānista è stata a lungo dibattuta tra gli studiosi.
Così Luis O. Gòmez:
Mario Piantelli evidenzia come

## IsūtraMahāyāna

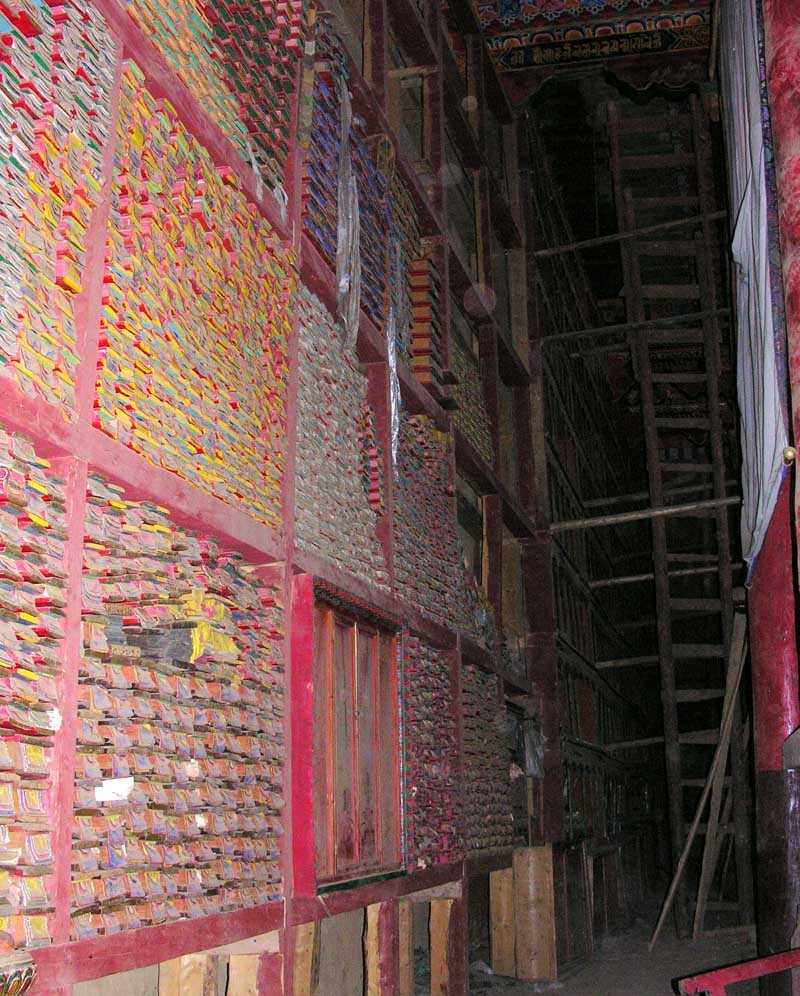
La raccolta del Canone tibetano presso il monastero di Riwoche in Tibet.

Il corpus dottrinale Mahāyāna è oggi raccolto nel Canone cinese (大藏經 Dàzàng jīng) e nel Canone tibetano (nel Kanjur e nel Tanjur), così denominati in base alle lingue con cui questa letteratura viene riportata. Conserviamo comunque diverse opere Mahāyāna, integrali, anche in sanscrito ibrido e in khotanese nonché numerosi frammenti in altre lingue spesso rinvenuti lungo le oasi della via della seta.
Secondo la tradizione Mahāyāna molti di questi sūtra furono predicati dallo stesso Buddha Śākyamuni, Luis O Gòmez evidenzia tuttavia come siano le stesse tradizioni mahāyāna a smentire questo dato storico quando sostengono che questi sūtra furono trasmessi dal Buddha solo a dei bodhisattva e a degli "esseri celesti" che li nascosero per alcuni secoli nelle profondità della terra o degli oceani per farli riemerge nei primi secoli della nostra Era.
La tradizione Mahāyāna sarebbe comunque originata dalla messa per iscritto della sua prima letteratura (I secolo a.C.), e quindi dalla sua diffusione lungo i monasteri buddisti indiani; secondo Tilmann Vetter vi sarebbero tuttavia prove evidenti di una precedente trasmissione orale del più antico materiale Mahāyāna.
La più antica letteratura Mahāyāna ad oggi conservata appartiene al ciclo dei Prajñāpāramitāsūtra. Successivamente tale letteratura si espande e si diffonde, raggiungengo oltre le mille opere che si propagano lungo l'Asia centrale e l'Estremo Oriente, giungendo, a partire dallo scorso secolo, in Occidente.

### Il "ciclo" deiPrajñāpāramitāsūtra

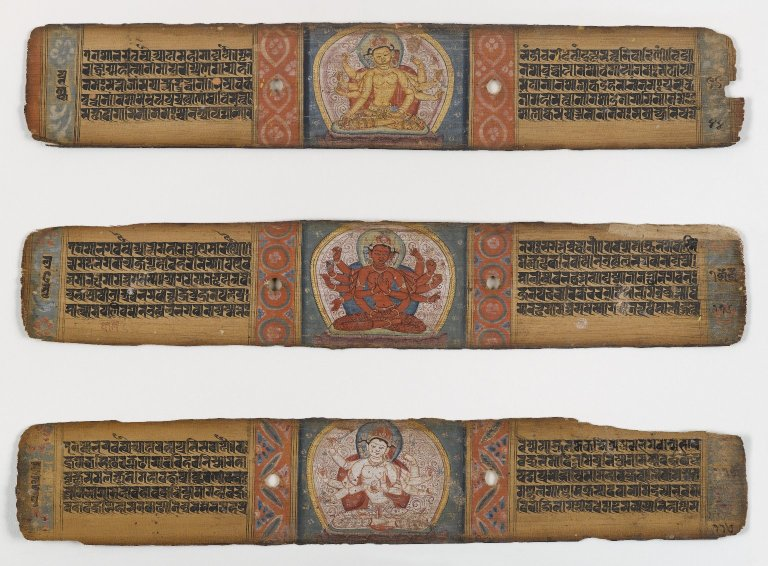
Alcuni versi dell'Aṣṭasāhasrikāprajñāpāramitā (Sutra della Perfezione della Conoscenza in ottomila versi) riportato su tre foglie di palma (XI secolo) conservati presso il Brooklyn Museum di New York.

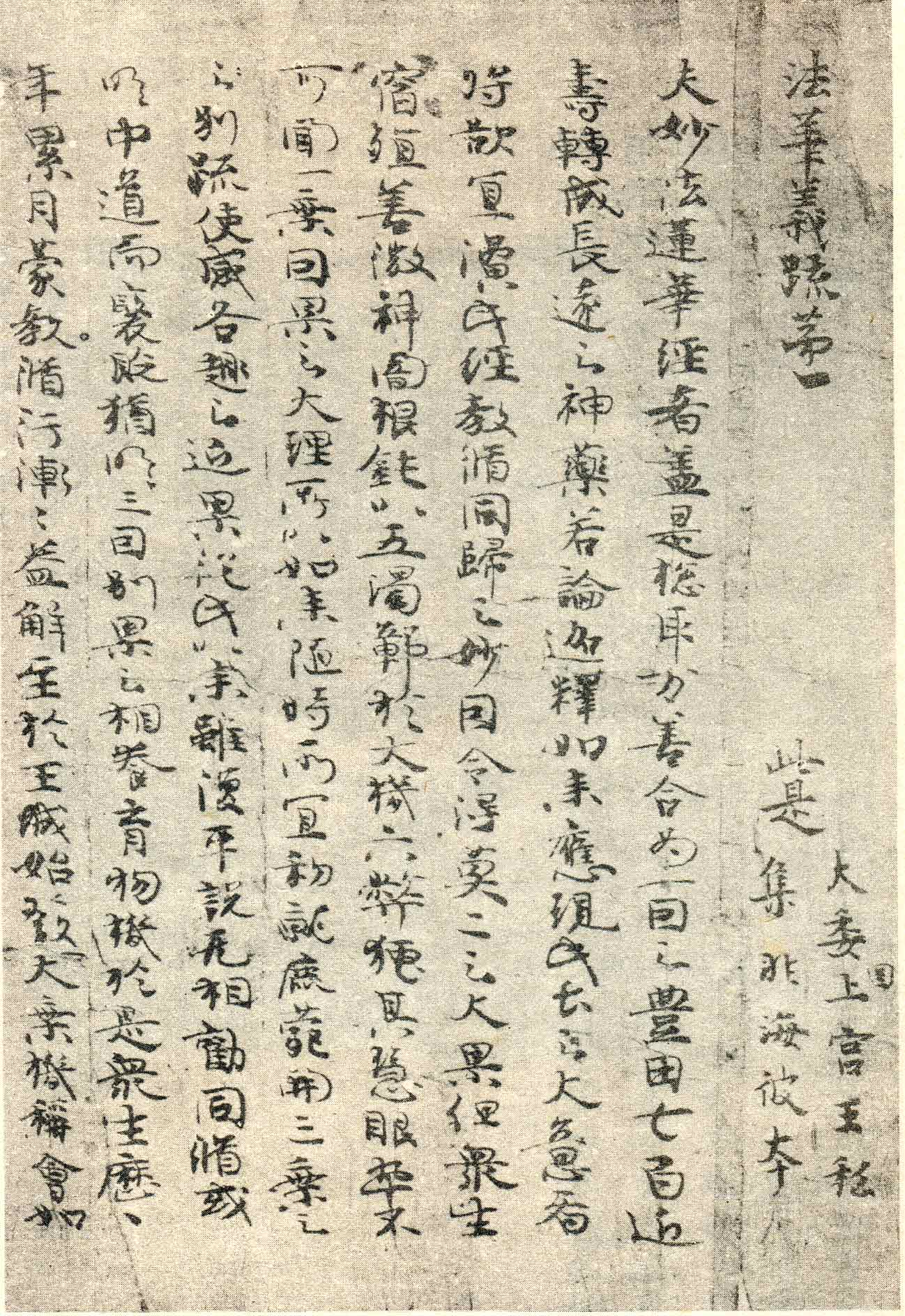
Una copia del Sutra del Loto giapponese attribuita al principe giapponese Shōtoku (573–621)

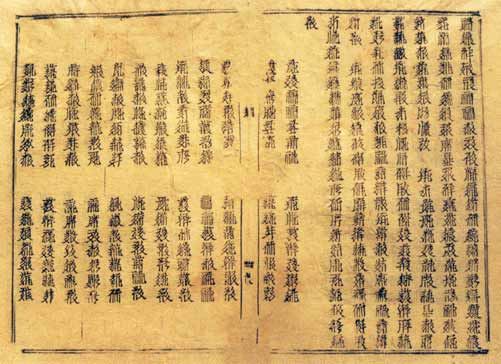
Copia della versione cinese dell'Avataṃsakasūtra risalente alla Dinastia Xia occidentale.

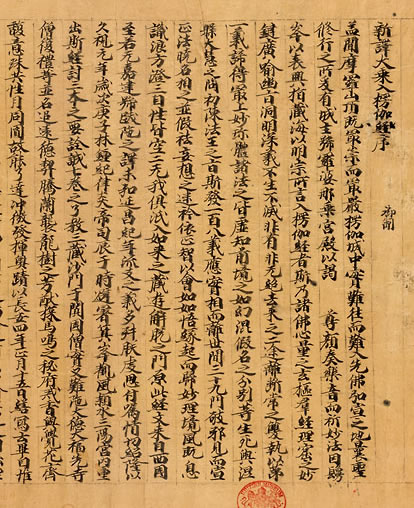
Manoscritto del Laṅkāvatārasūtra in caratteri cinesi rinvenuto nelle Grotte di Mogao nei pressi di Dunhuang.

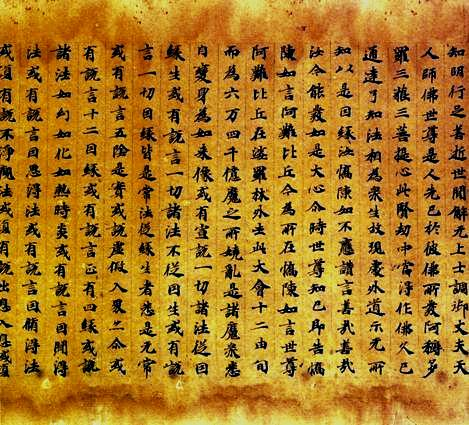
Manoscritto del Mahāyāna Mahāparinirvāṇasūtra risalente al VI secolo d.C. rinvenuto a Dunhuang.

Mario Piantelli riporta l'opinione di numerosi studiosi per cui l'Āryaprajñāpāramitāratnaguṇasañcayagāthā (Strofe del cumulo di pregi [che sono] le gemme della Nobile Perfezione della Conoscenza) giunta a noi in sanscrito ibrido, raccolta nel Canone tibetano e risalente al I secolo a.C., sarebbe il testo più antico di questa letteratura ad oggi disponibile.
Da questo primo testo originerebbe il successivo Aṣṭasāhasrikāprajñāpāramitā (Sutra della Perfezione della Conoscenza in ottomila versi) giunto fino a noi in alcune versioni sanscrite e cinesi. In cinese la prima traduzione di questo sūtra è in dieci fascicoli e risale al 172 d.C. per opera di Lokakṣema con il titolo 道行般若經 (Dàoxíngbōrějīng conservato nel Canone cinese al T.D. 179). Di poco successivo il Pañcaviṃśatisāhasrikāprajñāpāramitāsūtra (Sutra perfezione della saggezza in venticinquemila versi) tradotto nella lingua cinese nel 286 da Dharmarakṣa con il titolo 光讚般若波羅蜜經 (Guāngzànbōrěbōluómìjīng e conservato al T.D. 222).
A seguire gli altri Prajñāpāramitāsūtra, tra i quali ricordiamo:
- Il Śatasāhasrikāprajñā-pāramitāsūtra (Sutra della perfezione della saggezza in centomila stanze).
- L'Aṣṭādaśa-sāhasrikā-prajñā-pāramitāsūtra (Sutra della perfezione della saggezza in diciottomila stanze).
- Il Daśa-sāhasrikā-prajñā-pāramitāsūtra (Sutra della perfezione della saggezza in diecimila stanze).
- Il Prajñāpāramitā ratnaguṇasaṃcayagāthā (Sutra condensato della perfezione della saggezza).
- Il Saptaśatika- prajñā-pāramitāsūtra (Sutra della perfezione di saggezza in settecento righe).
- Il Pañcaśatika- prajñā-pāramitāsūtra (Sutra della perfezione di saggezza in cinquecento righe).
- Il Prajnaparamita- arasadhika- sutra (Sutra della perfezione di saggezza in cinquanta righe).
- Il  Prajñāpāramitā-naya-śatapañcaśatikā  (Sutra della perfezione di saggezza in centocinquanta metodi).
- Il Pañcaviṃśatika- prajñāpāramitā-mukha (Venticinque porte della perfezione della saggezza).
- Lo Svalpākṣara-prajñāparamitā (La perfezione della saggezza in poche parole).
- L'Eka ksarimatanama sarva-tathāgata prajñāpāramitā (La perfezione della saggezza in una lettera madre dei Tathagata).
- Il Kauśika prajñāpāramitā (La perfezione della saggezza per Kausika).
- Il Suvikrāntavikrāmi-paripṛcchā-prajñāpāramitā-sūtra  (Le domande di Suvrikantavikramin).
- Il Vajracchedika prajñāpāramitā sūtra  (Il Sutra del Diamante che recide).
- Il Prajñāpāramitā Hṛdaya sūtra (Il Sutra del Cuore della perfezione di saggezza).

L'autore o gli autori dei primi Prajñāpāramitā sūtra sono, a detta di Paul Williams, dei dharmabhāṇaka (predicatori del Dharma) piuttosto che degli esegeti. Essi ripetono costantemente, in questa letteratura religiosa, tre precisi messaggi:
- La perfezione (Pāramitā) più elevata è la prajñā (saggezza o conoscenza non mondana);
- Il contenuto della prajña è la vacuità (Śūnyatā);
- Il contesto realizzativo di tutto ciò è il sentiero del Bodhisattva (Bodhisattvayāna) ovvero quello intrapreso dal praticante buddista che non mira alla salvezza personale raggiungendo lo stato di arhat, bensì alla salvezza di tutti gli esseri senzienti e quindi alla stessa buddhità.

### IlSutra del Loto(Saddharmapuṇḍarīkasūtra)
Composto nella sua forma definitiva tra il I secolo e il II d.C., il Sutra del Loto contiene alcune parti che si possono forse far risalire a poco prima dell'inizio della nostra Era. Tradotto in più lingue questo sutra è stato diffuso lungo l'Asia centrale e l'Estremo Oriente divenendo in molti luoghi il sutra buddista di riferimento per quelle comunità religiose. Esso si compone di un insieme di racconti fantastici o sovrannaturali aventi lo scopo di 'rivelare' al suo lettore una diversa interpretazione del mondo. In questo sutra il Buddha Śākyamuni presenta il Buddhaekayāna (il veicolo unico del Buddha) in cui verrebbero riassunti tutte le altre 'vie' buddiste compresa quella dello Śrāvakayāna (o Hīnayāna). Il Dharma profondo è espresso dal Buddha non con l'esposizione della dottrina delle Quattro nobili verità (catvāri-ārya-satyāni) ma con quella della Tathātā ovvero della Realtà per come essa è. In questo sutra tutti i buddha dei diversi mondi e universi vengono ad omaggiare con i loro bodhisattva il Buddha Śākyamuni, il buddha della terra di sahā, la nostra terra, come ad indicare la centralità della vita quotidiana per il praticante buddista che non dovrebbe rivolgersi ad altri buddha cosmici. Infine il Buddha Śākyamuni afferma di essere il Buddha eterno, ovvero di non essere mai entrato nel parinirvāṇa (estinzione definitiva) e di aver conseguito la bodhi da tempo immemorabile. In questo il sutra vuole indicare che il buddha stesso è "incarnato" nel Dharma (così come il Dharma si "incarna" nel Buddha) e nelle pratiche bodhisattviche.

### L'Avataṃsakasūtra (Il Sutra della Ghirlanda fiorita)
L'Avataṃsakasūtra (il suo titolo completo è Buddhâvataṃsakamahāvaipulyasūtra) è una collezione di sutra che sono stati raccolti e collegati tra loro sotto questo titolo intorno al IV-V secolo d.C. La dottrina qui esposta, soprattutto nel Gaṇḍavyūhasūtra che ne rappresenta l'ultimo capitolo, è la descrizione del mondo visto dai buddha e dai bodhisattva avanzati (āryabodhisattva). Un mondo quindi fondato sulla visione della Realtà percepita da un profondo stato meditativo. Il mondo dei buddha viene indicato con il termine dharmadhātu (Regno della Realtà assoluta) esso si sovrappone a quello umano indicato come lokadhātu (Regno mondano). Nel dharmadhātu la Realtà esprime la sua vacuità (śūnyatā) e la totale compenetrazione tra tutti i fenomeni che lo compongono. I buddha agiscono nel lokadhātu affinché gli essere lì relegati possano percepire il dharmadhātu e quindi raggiungere la bodhi.

Un altro capitolo importante dell'Avataṃsakasūtra è il Daśabhūmikasūtra (Sutra delle dieci terre), il principale sūtra mahāyāna che enuncia la dottrina delle bhūmi mediante le quali il bodhisattva può procedere per realizzare il pieno risveglio, indicando nella bodhicitta (Mente del Risveglio, ovvero l'aspirazione ad ottenere il Risveglio) il primo passo per entrarvi.

### IlMahāyāna Mahāparinirvāṇasūtra
Il Mahāyāna Mahāparinirvāṇasūtra è la rivisitazione mahāyāna degli ultimi giorni di vita del Buddha Śākyamuni con i relativi ultimi insegnamenti. Se gli eventi riportati coincidono in parte con il Mahāparinirvāṇasūtra contenuto nello Āhánbù o con il  Mahāparinibbānasutta del Canone pāli, questi di origine hīnayāna, gli insegnamenti riportati sono totalmente differenti, insistendo il testo mahāyāna su dottrine quali, ad esempio, il Tathāgatagarbha.
La dottrina contenuta nella prima parte del sūtra consiste nel considerare il parinirvāṇa del Buddha Śākyamuni come una morte "apparente" e in realtà mai avvenuta. Il corpo del Buddha, qui indicato come Dharmakāya o abhedavajrakāya, sarebbe in realtà adamantino e indistruttibile e la sua vita sarebbe incalcolabile. Quello del Buddha è quindi un mahānirvāṇa, differente dal nirvāṇa degli arhat, i quali non hanno la consapevolezza del buddhadhātu ma solo l'assenza delle afflizioni (kleśa.
La seconda parte contiene un insieme di dottrine che vanno da una lettura, sempre docetista, della vita terrena del Buddha e delle sue precedenti attività bodhisattviche, a delle interpretazioni delle regole monastiche (vinaya) alla dottrina del mòfǎ, a quella esoterica del tathāgatagarbha.
Inoltre in questo sūtra buddista il Buddha, il Tathāgata, è visto possedere le guṇapāramitā (la "perfezione delle qualità": "beatitudine", "permanenza", "purezza" e "Sé") ovvero le quattro qualità opposte che affliggono gli esseri senzienti (vedi: viparyāsa).
Non solo, le guṇapāramitā sono potenzialmente in tutti gli esseri senzienti, in quanto la loro autentica natura è il tathāgatagarbha. Dal che, a differenza di altre dottrine buddiste, la dottrina dello anātman viene indicata come saṃvṛtisatya (假諦) ovvero come "verità convenzionale" in quanto lo Śākyamuni avrebbe inteso rigettare solo il "sé" condizionato per liberare il vero "Sé" (mahātman; cinese: 大我, dàwǒ; giapponese: daigo)), nel nirvāṇa, per manifestare il buddhadhātu.

## Le dottrine Mahāyāna

Diffusione del buddismo in Asia

Dal punto di vista dottrinale, il buddismo Mahāyāna venne delineato nelle scuole Madhyamaka e Cittamātra che fiorirono nell'India settentrionale soprattutto presso l'Università buddista di Nālandā. Questi insegnamenti contengono tra loro importanti differenziazioni, conservando tuttavia in comune l'importanza della figura del bodhisattva, ovvero del praticante buddista, laico o monaco, che potendo raggiungere la meta del nirvāṇa vi rinuncia per aiutare tutti gli esseri senzienti ad entrarvi prima di lui, e la centralità dell'insegnamento della vacuità (sanscrito: śunyātā) peraltro già presente negli antichi Āgama-Nikāya.
Va precisato che alcuni di questi insegnamenti, che solo successivamente acquisirono il nome Mahāyāna, almeno dal punto di vista scritturale sono databili nello stesso periodo di quelli riferiti al Buddismo dei Nikāya, ovvero intorno l'inizio della nostra era. Questo fatto daterebbe l'avvio dottrinale del Mahāyāna, e quindi del Mahāyāna medesimo, intorno a quel periodo.
Gli insegnamenti Mahāyāna si sono diffusi durante l'Impero Kushan e lì hanno progressivamente integrato e quindi sostituito le antiche scuole dette del Buddismo dei Nikāya giungendo fino in Cina e in Tibet, per poi diffondersi in tutta l'Asia centrale e orientale.

Secondo Icilio Vecchiotti il progressivo sviluppo dottrinale del Mahāyāna è causa di una graduale migrazione del Buddismo stesso verso dottrine idealistiche: 
Non c'è alcun dubbio che nel progresso dei tempi si venisse a determinare tutta una serie di discrepanze dottrinali, nel senso che le nuove dottrine, in uno sviluppo che non sempre fu lineare, venivano a contenere apoftegmi che non sarebbero potuti appartenere al Buddismo primitivo: se si guarda agli estremi della linea derivata il Buddismo delle origini non è idealistico, o almeno tale non si può definire, mentre tale senza dubbio è il punto d'arrivo del Buddismo stesso.»
 Il bodhisattva, la prajñā, la śūnyatā e la tathātā 
L'ekayāna, il buddha eterno e il trikāya
 Il Madhyamaka e la Triplice verità 
Il Cittamātra e l'ālayavijñāna
 La natura di Buddha e il tathāgatagarbha